# Relações livres
Relações livres (abreviado RLi, lê-se "érreli") são uma forma de relacionamento não-monogâmico que objetiva a autonomia de cada pessoa em suas relações afetivas e sexuais. A liberdade se refere a ter mais de um relacionamento ao mesmo tempo, permitindo a uma pessoa amar e permanecer livre. É a primeira cultura não-monogâmica contemporânea originada no Brasil, em distinção às demais surgidas na Europa e na América do Norte.
A expressão relações livres foi adotada pela primeira vez com esse sentido no manifesto Sexo, Prazer e Afetividade,[carece de fontes?] escrito coletivamente e publicado em junho de 2003 pelo grupo Família e Feminismo.[carece de fontes?] Esse grupo se originou em 2002 após uma série de oficinas organizadas por Roselita Campos, Marco Rodrigues e Eli no Fórum Social Mundial em Porto Alegre, no Rio Grande do Sul. A temática do grupo era o feminismo e a crítica à família monogâmica ao pautar novas formas de relacionamentos e de expressão da sexualidade. A partir dos encontros e debates entre as pessoas do coletivo, foi produzido e escrito o manifesto. Posteriormente o grupo passou a se chamar Relações Livres, nomeando da mesma forma a maneira de se relacionar com plena autonomia afetiva e sexual, em que as pessoas podem firmar "quantas relações quiserem, sem necessidade de autorização de seus parceiros e sem o estabelecimento de hierarquias entre as relações".
O grupo inicial de Porto Alegre se articulou com outras pessoas não-monogâmicas do Brasil que se identificavam com o conceito e a identidade relações livres e formaram a Rede Relações Livres, que criou o seu primeiro blog em julho de 2009, e constituiu novos núcleos em outros estados brasileiros (como São Paulo, Rio de Janeiro, Bahia) e no Distrito Federal. O coletivo publicou o seu primeiro livro Relações livres: uma introdução com autoria de Marco Rodrigues, Roselita Campos, Rosana Sieber, Marcelo Soares e Regina Faria em 2017.
As relações livres se contrapõe à monogamia como "uma construção social cujo marco identificador é a regra moral que diz: não terás mais de uma companhia afetiva/sexual ao mesmo tempo".

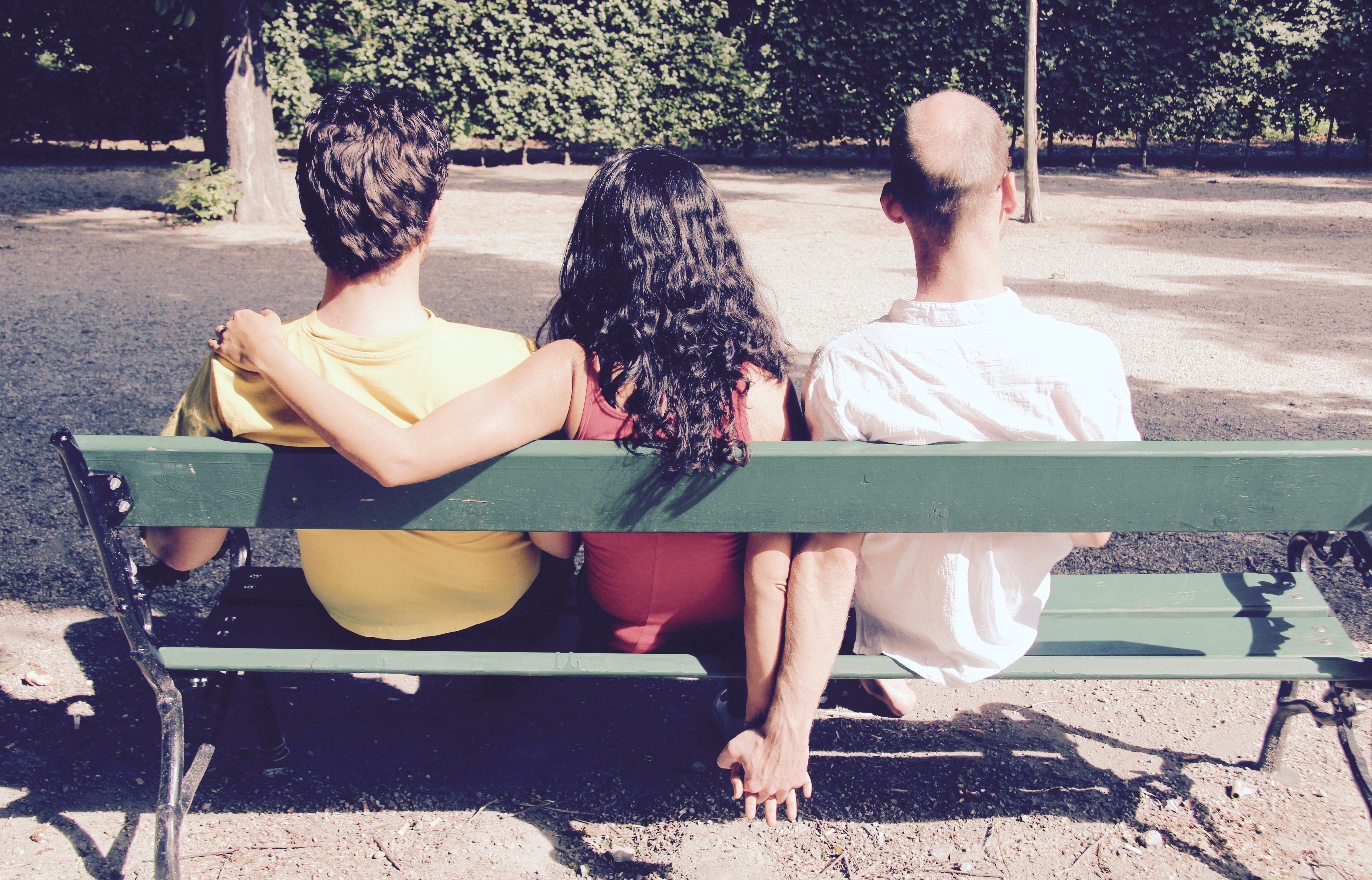
Relações livres são uma forma de relacionamento não-monogâmico.

Ao contrário de outra cultura não-monogâmica, o poliamor, as relações livres rejeitam a noção de polifidelidade, porque nesta "ao invés do parceiro ser fiel a um, tem que ser fiel a dois ou três". Isso significa a manutenção das relações de exclusividade. Para quem adota as relações livres para os seus envolvimentos sexuais e afetivos "é possível viver de várias formas: sozinho, ter múltiplos namoros, amizades coloridas, fazer parte de comunidades afetivas abertas, fazer sexo casual". Não há uma hierarquia entre as relações sexuais e/ou afetivas, porque as "pessoas que vivem relações livres não predeterminam relações primárias e secundárias".
O que define uma pessoa que vive relações livres "é a sua autonomia afetiva e sexual. A possibilidade de ter mais de uma companhia, se quiser. E não o número de parceiros, com quem mora, se tem filhos ou conta conjunta no banco". "(…) Os sujeitos são entendidos como autônomos e livres para a expressão e a prática dos seus desejos afetivos e sexuais, podendo ter relações casuais e/ou criar laços duradouros, conforme seus interesses e afinidades, independentemente de seus outros relacionamentos". Também não se procura "igualar artificialmente todas as relações como se tivessem as mesmas características. (…) Relações diferentes assumem importâncias também diferentes, conforme o momento que vivemos". "Além disso, como o amor não é o valor principal, e sim a autonomia afetiva e sexual, não há desvalorização das relações casuais e sexuais, que são entendidas como prerrogativas das pessoas, conforme seus desejos e prioridades. (…) O consenso é fundamental, assim como a honestidade e a responsabilidade. A única questão não negociável é a liberdade pessoal". Os rli (pessoas que vivem relações livres) não se preocupam com a forma das relações, portanto, elas podem acontecer como casais, tríades, quartetos, casuais, duradouras, apaixonadas, sem sexo, com sexo, e nas mais diversas possibilidades. "(…) A aproximação se dá por afinidades e propósitos, mais com uns, menos com outros. Espontaneamente. Como nas amizades, há compartilhamentos independentes".